# Campeonato Mundial de Faustball
El Campeonato Mundial de Faustball es una competición internación de Faustball disputada por las selecciones absolutas de los miembros de la Asociación Internacional de Faustball (IFA por sus siglas en inglés) desde 1968 en la rama masculina y desde 1992 en la rama femenina. Adicionalmente, se disputa un campeonato juvenil de Faustball sub-18, albergado desde el 2003 en masculino y 2006 en femenino.

## Campeonato Mundial de Faustball Masculino
Resumen histórico
| País                          | Ganador | Segundo | Tercero | Cuarto |
| ----------------------------- | ------- | ------- | ------- | ------ |
| Alemania                      | 13      | 2       | 1       | 0      |
| Brasil                        | 2       | 4       | 7       | 3      |
| Austria                       | 1       | 8       | 6       | 1      |
| Suiza                         | 0       | 2       | 1       | 11     |
| República Democrática Alemana | 0       | 0       | 1       | 0      |
| Argentina                     | 0       | 0       | 0       | 1      |

Resultados
| #  | Año  | Sede                        | Ganador  | Segundo  | Tercero                       | Cuarto    |
| -- | ---- | --------------------------- | -------- | -------- | ----------------------------- | --------- |
| 1  | 1968 | Austria Linz                | Alemania | Austria  | República Democrática Alemana | Brasil    |
| 2  | 1972 | Alemania Schweinfurt        | Alemania | Brasil   | Austria                       | Suiza     |
| 3  | 1976 | Brasil Novo Hamburgo        | Alemania | Brasil   | Austria                       | Suiza     |
| 4  | 1979 | Suiza St. Gallen            | Alemania | Austria  | Brasil                        | Suiza     |
| 5  | 1982 | Alemania Hannover, Alemania | Alemania | Brasil   | Suiza                         | Austria   |
| 6  | 1986 | Argentina Buenos Aires      | Alemania | Austria  | Brasil                        | Suiza     |
| 7  | 1990 | Austria Vöcklabruck         | Alemania | Austria  | Brasil                        | Suiza     |
| 8  | 1992 | Chile Llanquihue            | Alemania | Austria  | Brasil                        | Suiza     |
| 9  | 1995 | Namibia Windhoek            | Alemania | Suiza    | Austria                       | Brasil    |
| 10 | 1999 | Suiza Olten                 | Brasil   | Alemania | Austria                       | Suiza     |
| 11 | 2003 | Brasil Porto Alegre         | Brasil   | Alemania | Austria                       | Suiza     |
| 12 | 2007 | Alemania Oldenburg          | Austria  | Brasil   | Alemania                      | Suiza     |
| 13 | 2011 | Austria Viena               | Alemania | Austria  | Brasil                        | Argentina |
| 14 | 2015 | Argentina Córdoba           | Alemania | Suiza    | Austria                       | Brasil    |
| 15 | 2019 | Suiza Winterthur            | Alemania | Austria  | Brasil                        | Suiza     |
| 16 | 2023 | Alemania Mannheim           | Alemania | Austria  | Brasil                        | Suiza     |
| 17 | 2027 | Alemania                    |          |          |                               |           |

## Campeonato Mundial de Faustball Femenino
Resumen histórico
| País     | Ganador | Segundo | Tercero | Cuarto |
| -------- | ------- | ------- | ------- | ------ |
| Alemania | 7       | 2       | 1       | 0      |
| Brasil   | 2       | 3       | 3       | 1      |
| Suiza    | 1       | 2       | 3       | 4      |
| Austria  | 0       | 3       | 3       | 3      |
| Chile    | 0       | 0       | 0       | 2      |

Resultados
| #  | Año  | Sede                            | Ganador  | Segundo  | Tercero  | Cuarto  |
| -- | ---- | ------------------------------- | -------- | -------- | -------- | ------- |
| 1  | 1994 | Argentina Buenos Aires          | Alemania | Austria  | Brasil   | Suiza   |
| 2  | 1998 | Austria Villach y Linz          | Alemania | Suiza    | Austria  | Brasil  |
| 3  | 2002 | Brasil Curitiba                 | Suiza    | Brasil   | Alemania | Austria |
| 4  | 2006 | Suiza Jona                      | Alemania | Brasil   | Austria  | Suiza   |
| 5  | 2010 | Chile Santiago de Chile         | Brasil   | Alemania | Austria  | Suiza   |
| 6  | 2014 | Alemania Dresde                 | Alemania | Austria  | Brasil   | Suiza   |
| 7  | 2016 | Brasil Curitiba                 | Alemania | Brasil   | Suiza    | Chile   |
| 8  | 2018 | Austria Linz                    | Alemania | Suiza    | Brasil   | Austria |
| 9  | 2021 | Austria Grieskirchen            | Alemania | Austria  | Suiza    | Chile   |
| 10 | 2024 | Argentina Montecarlo (Misiones) | Brasil   | Alemania | Suiza    | Austria |

## Campeonato Mundial de Faustball Masculino Sub-18
Resultados
| N.º | Edición | Sede                        | Campeón  | Subcampeón | Tercer lugar  | Cuarto lugar |
| --- | ------- | --------------------------- | -------- | ---------- | ------------- | ------------ |
| 1   | 2003    | Italia Bolzano              | Brasil   | Austria    | Alemania      | Italia       |
| 2   | 2006    | Chile Llanquihue            | Alemania | Brasil     | Austria Suiza |              |
| 3   | 2009    | Namibia Swakopmund          | Alemania | Suiza      | Brasil        | Austria      |
| 4   | 2010    | España Lloret de Mar        | Alemania | Brasil     | Suiza         | Austria      |
| 5   | 2012    | Colombia Cali               | Brasil   | Suiza      | Alemania      | Austria      |
| 6   | 2014    | Brasil Pomerode             | Alemania | Brasil     | Austria       | Suiza        |
| 7   | 2016    | Alemania Núremberg          | Alemania | Austria    | Brasil        | Suiza        |
| 8   | 2018    | Estados Unidos Nueva Jersey | Brasil   | Alemania   | Austria       | Suiza        |
| 9   | 2021    | Austria Grieskirchen        | Alemania | Austria    | Brasil        | Suiza        |
| 10  | 2024    | Chile Llanquihue            | Alemania | Brasil     | Austria       | Suiza        |
| 11  | 2026    | Suiza Reiden                |          |            |               |              |

Resumen histórico
| Lugar | País     | Campeón | Subcampeón | Tercer lugar | Cuarto lugar |
| ----- | -------- | ------- | ---------- | ------------ | ------------ |
| 1     | Alemania | 7       | 1          | 2            | 0            |
| 2     | Brasil   | 3       | 4          | 3            | 0            |
| 3     | Austria  | 0       | 3          | 4            | 3            |
| 4     | Suiza    | 0       | 2          | 2            | 5            |
| 5     | Italia   | 0       | 0          | 0            | 1            |

## Campeonato Mundial de Faustball Femenino Sub-18
Resultados
| N.º | Edición | Sede                        | Campeón  | Subcampeón | Tercer lugar     | Cuarto lugar |
| --- | ------- | --------------------------- | -------- | ---------- | ---------------- | ------------ |
| 1   | 2006    | Chile Llanquihue            | Alemania | Suiza      | Brasil · Austria |              |
| 2   | 2009    | Namibia Swakopmund          | Austria  | Alemania   | Suiza            | Brasil       |
| 3   | 2010    | España Lloret de Mar        | Alemania | Austria    | Suiza            | Brasil       |
| 4   | 2012    | Colombia Cali               | Austria  | Alemania   | Brasil           | Argentina    |
| 5   | 2014    | Brasil Pomerode             | Alemania | Austria    | Brasil           | Suiza        |
| 6   | 2016    | Alemania Núremberg          | Alemania | Brasil     | Suiza            | Austria      |
| 7   | 2018    | Estados Unidos Nueva Jersey | Alemania | Brasil     | Austria          | Suiza        |
| 8   | 2021    | Austria Grieskirchen        | Alemania | Austria    | Brasil           | Suiza        |
| 9   | 2024    | Chile Llanquihue            | Austria  | Alemania   | Suiza            | Brasil       |
| 10  | 2026    | Suiza Reiden                |          |            |                  |              |

Resumen histórico
| Lugar | País      | Campeón | Subcampeón | Tercer lugar | Cuarto lugar |
| ----- | --------- | ------- | ---------- | ------------ | ------------ |
| 1     | Alemania  | 6       | 3          | 0            | 0            |
| 2     | Austria   | 3       | 3          | 2            | 1            |
| 3     | Brasil    | 0       | 2          | 4            | 3            |
| 4     | Suiza     | 0       | 1          | 4            | 3            |
| 5     | Argentina | 0       | 0          | 0            | 1            |